# Medaille für ausgezeichnete Leistungen in den bewaffneten Organen des Ministeriums des Innern

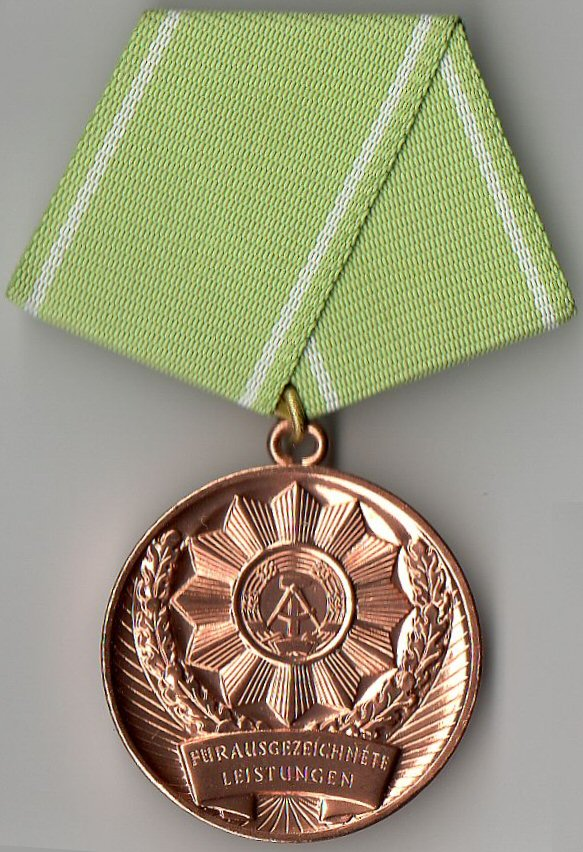
Medaille für ausgezeichnete Leistungen in den bewaffneten Organen des Ministeriums des Innern

Die Medaille für ausgezeichnete Leistungen in den bewaffneten Organen des Ministeriums des Innern war eine staatliche Auszeichnung  der Deutschen Demokratischen Republik (DDR), welche in Form einer tragbaren Medaille verliehen wurde.

## Geschichte
Die Medaille wurde am 4. Juni 1959 gestiftet. Ihre Verleihung erfolgte an die Kollektive und Angehörige der bewaffneten Organe des MdI sowie auch an Zivilpersonen für ausgezeichnete Leistungen der Aufgaben, insbesondere die Stärkung und Festigung der DDR in diesem Zusammenhang. Sie konnte auch an Freiwillige Helfer der Volkspolizei verliehen werden.

## Aussehen und Tragweise
Die bronzene Medaille mit einem Durchmesser von 31,5 mm zeigte auf ihrem Avers oben mittig einen 20 mm großen Polizeistern, der links und rechts je von einem Eichenlaubzweig umgeben ist. In der Mitte des Polizeisterns ist die Staatsflagge der DDR in Wappenform (Deutschlandflagge) ohne Staatswappen zu sehen. Ab 1964 wurde das Wappen der DDR dann mitgeprägt. Unter dem Polizeistern ist ein flatterndes Band zu sehen, auf dem die zweizeilige Inschrift:  FÜR AUSGEZEICHNETE / LEISTUNGEN zu lesen ist. Das Revers der Medaille zeigt dagegen das Staatswappen der DDR. Getragen wurde die Medaille an der linken oberen Brustseite an einer fünfeckigen pentagonalen grün bezogenen Spange, indem senkrecht zwei 1,5 mm breite weiße Streifen eingewebt waren, die 1,5 mm vom Rand entfernt standen.